# Georgskirche (Spišská Sobota)

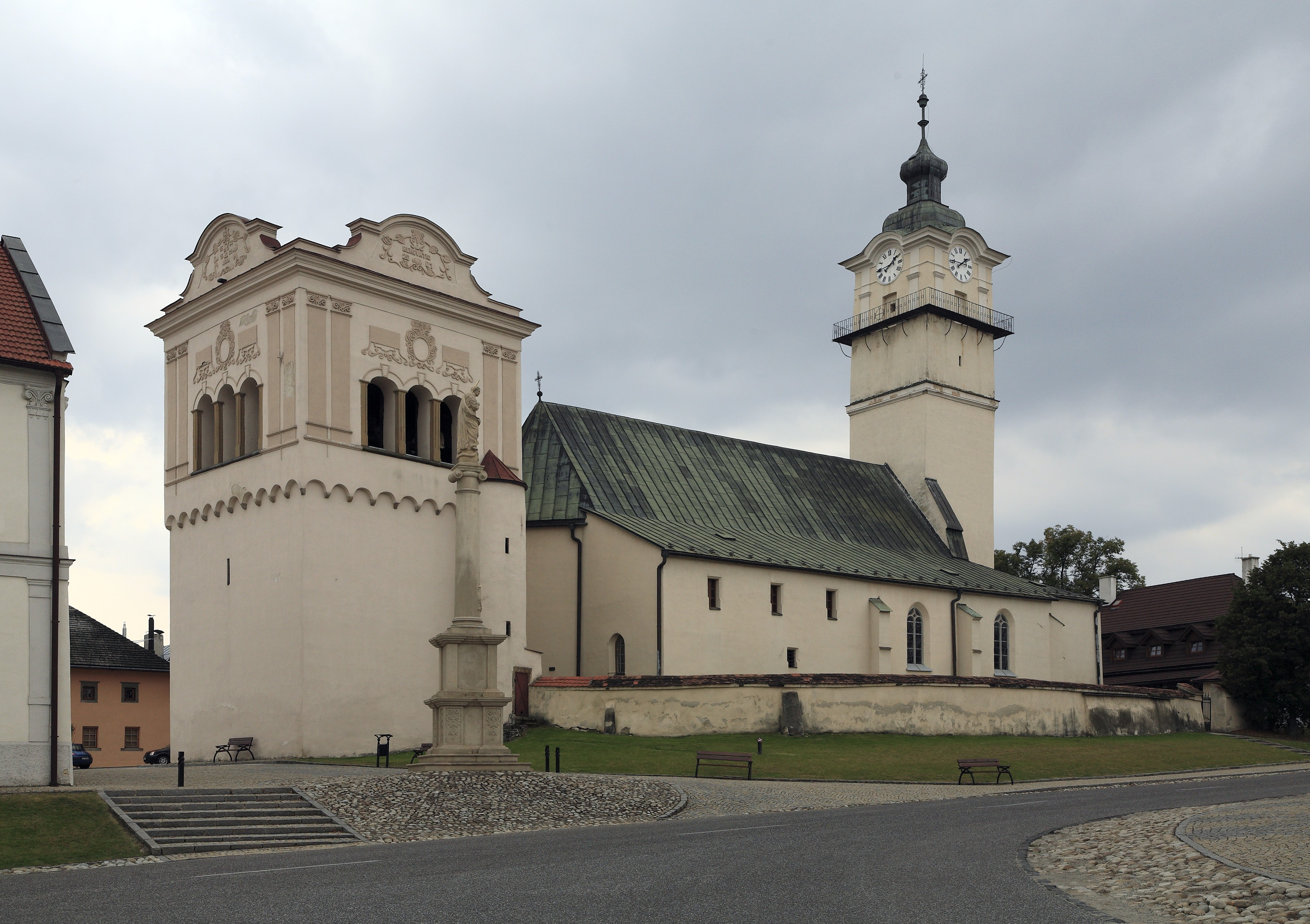
Ansicht der Kirche und des Glockenturms vom Norden

Die Georgskirche (slowakisch Kostol svätého Juraja) ist eine römisch-katholische Kirche in Spišská Sobota (deutsch Georgenberg), einem Stadtteil der slowakischen Stadt Poprad im Prešovský kraj. Sie trägt das Patrozinium des heiligen Georg und befindet sich in der Ortsmitte am Marktplatz (heutiger slowakischer Name Sobotské námestie).

## Geschichte

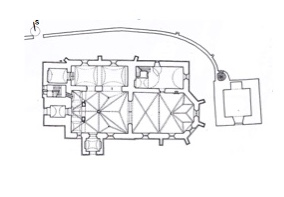
Grundriss der Kirche

Die Kirche wurde gegen Mitte des 13. Jahrhunderts erbaut und zum ersten Mal 1273 erwähnt. Damals handelte es sich um einen frühgotischen (mit spätromanischen Resten) einschiffigen Kirchenbau mit einem quadratischen Presbyterium und einem vorgesetzten Turm an der Westseite und einer Holzdecke. Nach einem Umbau in der ersten Hälfte des 14. Jahrhunderts (nach älteren Angaben Anfang des 15. Jahrhunderts) wurde das Schiff über einen eingezogenen Pfeiler eingewölbt, wodurch die Kirche zweischiffig wurde. Möglicherweise entstand zu dieser Zeit auch die an der Nordseite gelegene Seitenkapelle Hl. Anna (heute Hl. Joseph). Kurz nach Mitte des 15. Jahrhunderts baute man das bisherige Presbyterium durch ein neues polygonales Presbyterium, das länger als das alte Schiff und fast genau so breit war.
Von 1553 bis 1674 nutzten die Protestanten die Kirche. In diese Zeit fallen die Erhöhung der Sakristei sowie ein eingeschossiger Zubau an der Nordwestseite, zwischen dem Turm und der Kapelle, beide aus Mitte des 17. Jahrhunderts. Nach einer Feuersbrunst in Georgenberg im Mai 1775, die auch die Kirche und den Turm beschädigte, wurde der Turm neu fassadiert und mit einem Zwiebeldach versehen, am Südportal entstand ein gemauerter Vorraum. Bei einem Erdbeben im August 1813 stürzte das Gewölbe der Seitenkapelle ein und durch eine neogotische Kuppe ersetzt, dazu entstand an der Westseite des Schiffes die Orgelempore. Um die Wende des 19. und 20. Jahrhunderts wurden die Umfassungsmauer teilweise erniedrigt, stellenweise völlig abgetragen. Während eines Umbaus in den Jahren 1899–1907 wurde der Kirchenbau regotisiert. Ein weiterer Umbau begann im Jahr 2000 und wurde 2011 abgeschlossen.

## Inneres

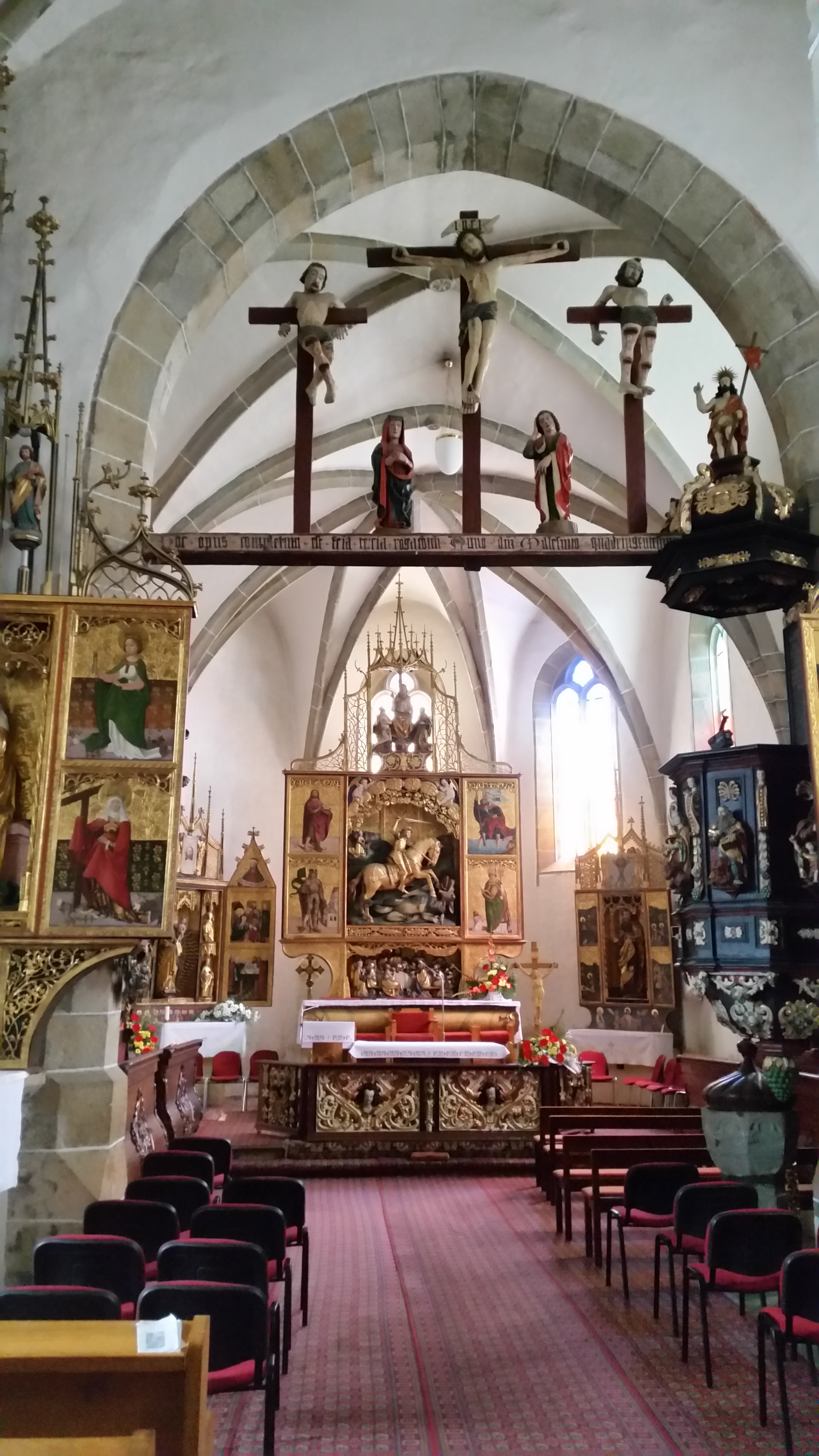
Der Hauptaltar

Im Inneren befinden sich fünf hölzerne Altäre. Der Hauptaltar (Georgsaltar) entstand 1516 in der Werkstatt des Meisters Paul von Leutschau. Die Tafelbildern an den Flügeln stammen aus der Werkstatt des Meisters der Antoniuslegende in Leutschau. Links (nördlich) des Hauptaltars steht der Marienaltar aus den 1460er Jahren aus einer Leutschauer Werkstatt und ist der ältere noch erhaltene Altar in der Kirche. Rechts (südlich) des Hauptaltars befindet sich der spätgotische Antoniusaltar aus der Zeit gegen 1500. Vor dem Triumphbogen stehen der Nikolausaltar (ca. 1510) an der Südseite sowie der Annaaltar (frühes 16. Jh.) an der Nordseite. 
Die Kreuzigungsgruppe im Triumphbogen aus dem Jahr 1489 zeigt neben dem Christus auch die beiden Schächer. 1780 entstand im nordwestlich gelegenen Zubau ein reichlich verziertes Grab Gottes. Die Kanzel mit Skulpturen der Evangelisten stammt von Paul Gross d. Ä.

## Orgel
Die Orgel wurde 1662–1663 vom Orgelbaumeister polnischer Herkunft Thomas Doykowitz (Dobkowitz) gebaut und hat heute 12 Register, verteilt auf ein Manual und Pedal. Nach mehreren Umbauten ist nur schwierig festzustellen, welche Teile noch original sind. Der frühbarocke Prospekt mit reichlichem Schmuck ist ein Werk von Paul Gross d. Ä., der Maler war Šimon Reľovský aus Pudlein.

## Glockenturm
Vor der Kirche steht ein Renaissance-Glockenturm aus dem späten 16. Jahrhundert. Er hat vier Glocken, wovon zwei noch aus dem Mittelalter stammen – eine aus Mitte des 14. Jahrhunderts und die zweite von 1511.